# Áugure
Áugures ou arúspices eram sacerdotes da Roma Antiga que usavam os hábitos dos animais para tirar presságios, exemplos disso são o seu voo, o seu canto e suas próprias entranhas, e o apetite dos frangos sagrados. 
Formaram um colégio venerado em Roma, nada de importante se fazia sem consultar os mesmos.  Sob o pretexto que os auspícios não eram favoráveis, um áugure poderia impedir até uma execução pública. 
| “ | auspiciis hanc urbem conditam esse, auspiciis bello ac pace domi militiaeque omnia geri, quis est qui ignoret? ( "Quem não sabe que esta cidade foi fundada somente após consultar as divindades, que toda guerra e paz, no país e no estrangeiro, foi feito somente após consultar as divindades? ") | ” |

## Etimologia

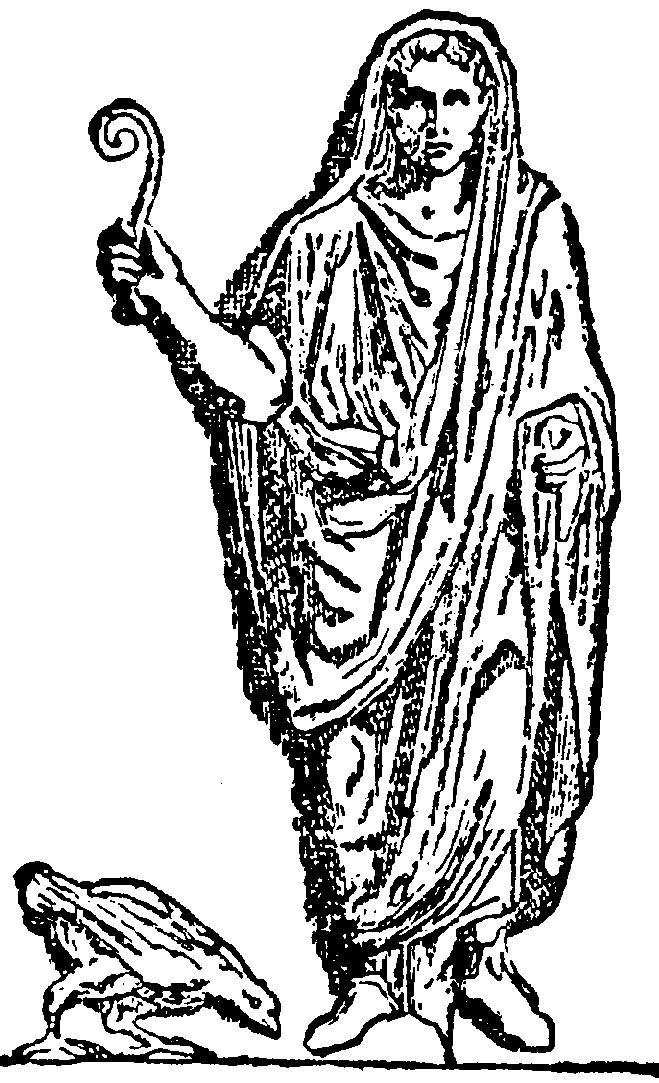
Um áugure

A origem da palavra augur é incerta; antigos autores acreditavam que ela continha as palavras aui e gero - Latim significando "orientação dos pássaros" - mas linguistas dizem que a sua origem é a raiz Agosto - "prosperidade".

## Áugures na República
Áugures romanos foram eleitos como escribas e formaram um colégio de sacerdotes que partilham os deveres e responsabilidades da posição. Na fundação da  República de 510 a.C., apenas os patriarcas podiam fazer reclamações por este gabinete; por volta de 300 a.C., o escritório foi aberto para a plebe também. 